# 奧博隆站
奧博隆站（羅馬化：Obolon,  （ⓘ））是基輔地鐵奧博隆-特列姆基線的一個車站，開通於1980年12月19日，車站的設計者是T.A. Tselikovska，A.S. Krushynskyi和A. Pratsiuk。1990年之前奧博隆站的站名是科爾尼丘克大道站（烏克蘭語：Проспект Корнійчука）。

## 外部連結
- Kyivsky Metropoliten — Station description and photographs （乌克兰語）
- Metropoliten.kiev.ua — Station description and photographs （俄文）